# Бейсово
Бейсово (баш. Бәйес) — деревня в Арх-Латышском сельсовете Архангельского района Республики Башкортостан России. Живут башкиры (2002).
С 2005 современный статус.

## География
Расположена на р. Аскин (приток р. Инзер), на территории государственного природного заказника «Архангельский».

### Географическое положение
Расстояние до:
- районного центра (Архангельское): 7 км,
- центра сельсовета (Максим Горький): 15 км,
- ближайшей железнодорожной станции (Приуралье): 13 км.

## История
Название происходит от личного имени Бәйес
Известна с 1795.
Основана башкирами Курпеч-Табынской волости. Стерлитамакского уезда на собственных землях под названием Ерембетово. С 1‑й пол. 19 в. современное название, по имени одного из жителей, известен его сын Азнагул Беисов.
Занимались скотоводством, пчеловодством, извозом, лесными промыслами.
Статус деревня, сельского населённого пункта, посёлок получил согласно Закону Республики Башкортостан от 20 июля 2005 года N 211-з «О внесении изменений в административно-территориальное устройство Республики Башкортостан в связи с образованием, объединением, упразднением и изменением статуса населенных пунктов, переносом административных центров», ст.1:

6. Изменить статус следующих населенных пунктов, установив тип поселения — деревня:
3) в Архангельском районе:…

б) поселка Бейсово Арх-Латышского сельсовета

## Население
| 2002 | 2009 | 2010 |
| ---- | ---- | ---- |
| 120  | ↘109 | ↘96  |

Историческая численность населения: в 1795 — в 13 дворах учтено 52 чел.; в 1865 в 25 дворах — 118 чел.; в 1906—103; 1920—271; 1939—186; 1959—160; 1989—129; 2002—120; 2010 — 96
Национальный состав
Согласно переписи 2002 года, преобладающая национальность — башкиры (67 %)

## Инфраструктура
В годы действия Архангельского завода разрабатывалось Бейсовское месторождение бурого железняка.
В 1906 зафиксирована бакалейная лавка.